# Jun Aoyama
Jun Aoyama (青山 隼?, Aoyama Jun; Sendai, 3 gennaio 1988) è un ex calciatore giapponese, di ruolo centrocampista.